# Melissoptila plumata
Melissoptila plumata är en biart som beskrevs av Urban 1998. Melissoptila plumata ingår i släktet Melissoptila och familjen långtungebin. Inga underarter finns listade i Catalogue of Life.